# Hannelore Friedel
Hannelore Friedel (ur. 25 stycznia 1948) – niemiecka lekkoatletka, specjalistka pchnięcia kulą. W czasie swojej kariery startowała w barwach Niemieckiej Republiki Demokratycznej.
Zwyciężyła w rzucie dyskiem i zdobyła srebrny medal w pchnięciu kulą na europejskich igrzyskach juniorów w 1966 w Odessie. 
Zdobyła srebrny medal w pchnięciu kulą na halowych mistrzostwach Europy w 1970 w Wiedniu, za Nadieżdą Cziżową ze Związku Radzieckiego, a przed swą koleżanką z reprezentacji NRD Maritą Lange.
Zdobyła srebrny medal w tej konkurencji na letniej uniwersjadzie w 1970 w Turynie, przegrywając jedynie z Cziżową, a wyprzedzając swoją rodaczkę Ingeburg Friedrich. Zajęła 5. miejsce na mistrzostwach Europy w 1971 w Helsinkach.
Była brązową medalistką mistrzostw NRD w pchnięciu kulą w 1968, 1970 i 1971. W hali była mistrzynią NRD w tej konkurencji w 1970 oraz wicemistrzynią w 1967, 1969 i 1971.
Jej rekord życiowy w pchnięciu kulą wynosił 18,90 m. Został ustanowiony 5 sierpnia 1971 w Berlinie.